# Бадья (посёлок)
Бадья́ — посёлок-эксклав Верхнекамского муниципального округа Кировской области.

## География
Посёлок расположен в 40 километрах от посёлка Кероса, на левом берегу реки Бадьи — притока Чёрной.
С точки зрения административного устройства Кировской области, Бадья входит в состав Верхнекамского района. С точки зрения муниципального устройства, входит в состав одноимённого и соответствующего району муниципального округа. Для данных района, муниципального округа и области посёлок является эксклавом. Со всех сторон Бадья окружена территориями Гайнского района и соответствующего ему одноимённого муниципального округа, входящих в состав Коми-Пермяцкого округа Пермского края. Для данных района, муниципального округа, округа и края посёлок является анклавом.

## Население
По данным всероссийской переписи 2010 года, численность населения посёлка составляла 7 человек.

## Инфраструктура
Бадья расположена в 40 километрах от границы Кировской области, в 138 километрах от центра поселения — посёлка Лесного и в 200 километрах от районного центра — города Кирса. При этом прямого автомобильного сообщения с Кировской областью нет, попасть в Лесной и Кирс можно только через Сыктывкар и Киров, сделав крюк в 1000 километров.
Связь с центром городского поселения осуществлялась по железной дороге ФСИН, в 2009 году раз в месяц в посёлок приходил тепловоз из Лесного. Но железная дорога была списана и продана на металлолом, в начале 2010 года её начали разбирать.
До 2007 года посёлок обеспечивался электричеством дизель-генераторов, принадлежавших ФСИН, на несколько часов в день. В 2007 году генераторы были списаны с учёта ФСИН, но не приняты в муниципальную собственность. В Бадье есть таксофоны, но в случае их поломки посёлок остаётся без телефонной связи.

## История
Посёлок был построен в 1960-х годах в системе Вятлага Управлением службы исполнения наказаний. Посёлок обеспечивался электричеством от энергопоезда и теплом из собственной котельной. Были построены Дом культуры, медпункт, детский сад и школа. Население посёлка доходило до 1000 человек, основную его часть составляли три колонии и батальон внутренних войск.
В конце 1990-х энергопоезд был остановлен из-за увеличения цены на мазут. Отсутствие постоянного электроснабжения стало причиной постепенного упадка посёлка.
В 2000-х годах началось уменьшение числа колоний, под сокращение попала и колония в Бадье. Лесозаготовительная техника была перевезена в другую, «более перспективную» колонию. Посёлок предполагалось ликвидировать, жители должны были получить жилищные сертификаты и переехать в другие населённые пункты. Большинство действительно переехало, в 2009 году в посёлке фактически осталось менее 25 человек из официально зарегистрированных 74, в основном пенсионеры.
Колония была окончательно ликвидирована в 2007 году.
Неоднократно поднимался вопрос о присоединении посёлка к Пермскому краю. В 2004 году на сходе жителей только трое высказалось против. Тогда было рассчитано, что переселение обойдётся в несколько раз дешевле, чем обустройство инфраструктуры — дорог, телефонной связи, электричества. Пермский край был готов участвовать в расселении жителей при условии финансирования из федерального бюджета, но деньги на реализацию этого плана выделены не были.
В сентябре 2009 года губернатор Кировской области Никита Белых объявил, что решает вопрос о передаче Бадьи и двух других посёлков в Пермский край с губернатором Олегом Чиркуновым. Параллельно рассматривается возможность переселения жителей. Для решения вопроса была создана специальная рабочая группа. В октябре власти пришли к выводу, что развивать инфраструктуру нет смысла и нужно решать вопрос о расселении посёлка. Жителям было предложено переехать в посёлок Созимский Верхнекамского района или в Гайнский район.
Население посёлка в 2009 году по разным данным составляло от 14 до 24 человек, в начале 2010 года — 17 человек (10 семей). По данным проверки, проведённой прокуратурой Кировской области в январе 2010 года, они отказывались переезжать в другие населённые пункты Верхнекамского района.
С 1 января 2006 года до декабря 2020 года Бадья входила в состав Лесного городского поселения Верхнекамского муниципального района. После упразднения городского поселения и муниципального района она вошла в состав новообразованного Верхнекамского муниципального округа.

## Население
| 2010 |
| ---- |
| 7    |

## Фотогалерея

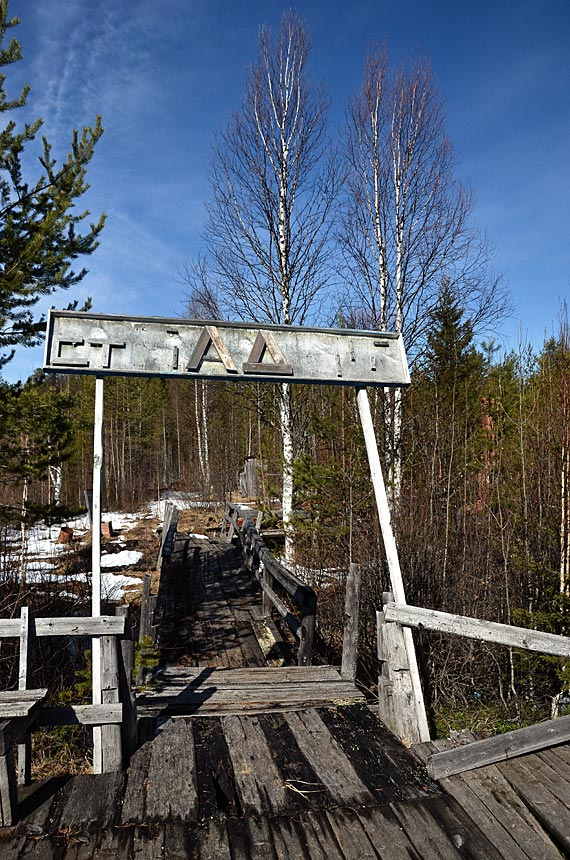
Бадья
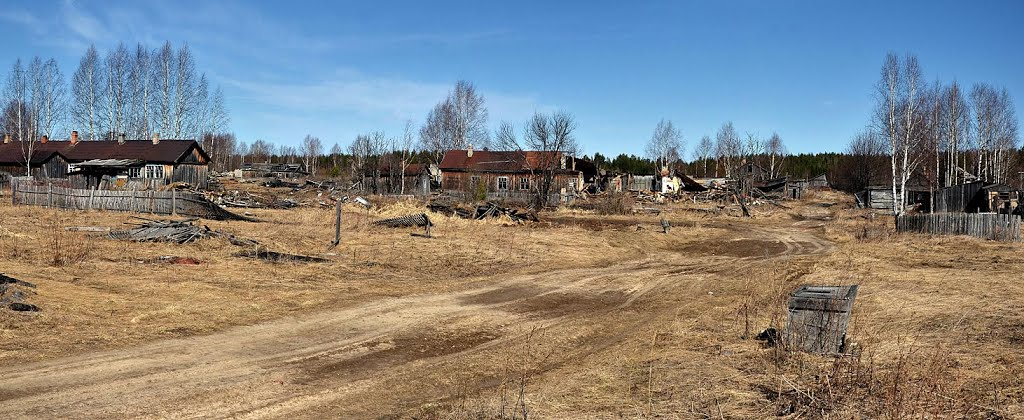
Бадья
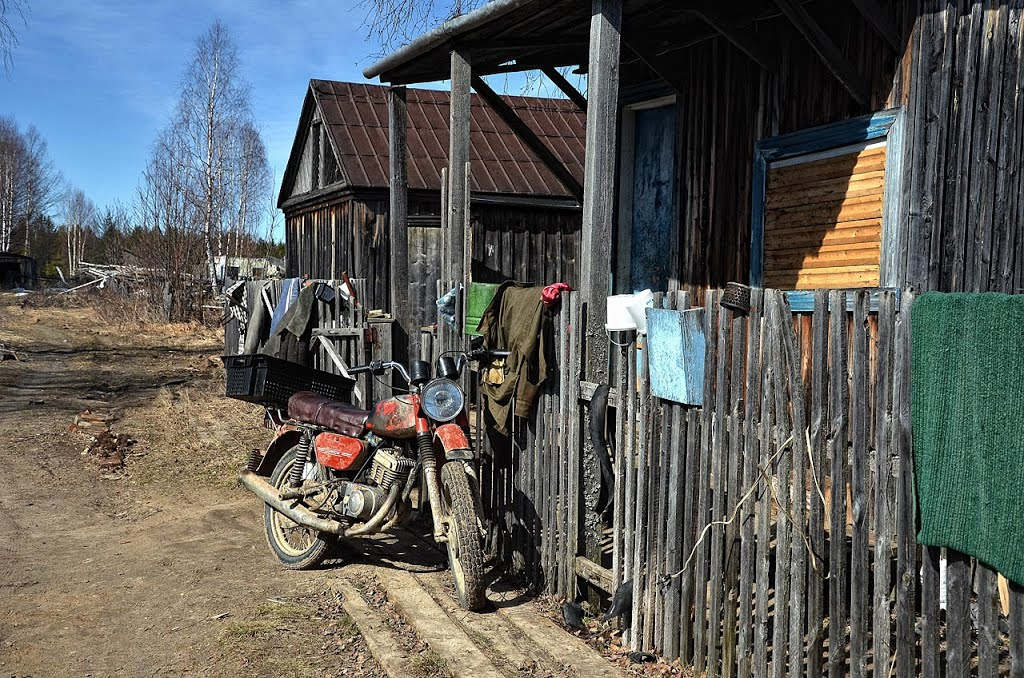
Бадья
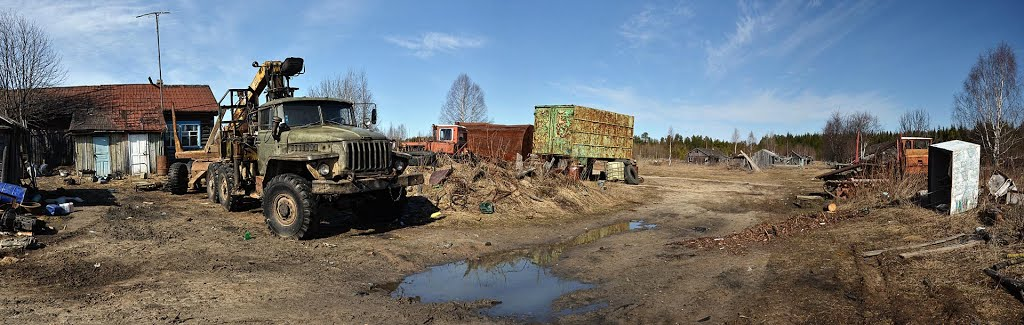
Бадья